# Учка (тоннель)
Тоннель У́чка (хорв. Tunel Učka) — автомобильный тоннель в Хорватии на магистрали A8. Длина тоннеля — 5062 метра, он третий по длине в Хорватии после тоннелей Мала-Капела и Свети-Рок. Диаметр тоннеля — 9,1 м. Учка соединяет восточное побережье Истрии с гористой центральной частью, проходит под горой Учка, высочайшей вершиной Истрии. Тоннель Учка — единственный платный участок трассы A8, пункты оплаты находятся непосредственно перед въездом и выездом из тоннеля. По данным на 2011 год стоимость проезда через тоннель обычного легкового автомобиля без прицепа составляла 28 кун (3,9 евро), мотоцикла — 17 кун (~2,3 евро). Относительно высокая для Хорватии стоимость проезда, вкупе с недостаточно хорошим состоянием дорожного покрытия, становились причиной критики в хорватских СМИ.
Строительство тоннеля было начато в 1978 году, открыт для движения 27 сентября 1981 года. Движение в тоннеле осуществляется по одной полосе в обоих направлениях. Скорость автотранспорта в тоннеле ограничена 80 км/час. Тоннель оборудован 83 видеокамерами, 538 датчиками дыма, 39 пожарными гидрантами, 74 аппаратами вызова спасательных служб и 5 зонами для экстренной остановки автомобиля.
В настоящее время ведётся строительство второй очереди тоннеля (к северу от первой) в рамках превращения шоссе A8 в полноценную скоростную автомагистраль с непрерывным движением по двум полосам в обоих направлениях.
В тоннеле Учка дневной трафик в среднем за год составляет 8 019 автомобилей, дневной трафик летом — 11 511.